# Neu-Toggenburg
Neu-Toggenburg ist die Ruine einer Höhenburg der Grafen von Toggenburg nördlich des Weilers und der Passhöhe Wasserfluh auf dem Gebiet der St. Galler Gemeinde Oberhelfenschwil in der Schweiz.
Von der einst ausgedehnten Burganlage des späten 12. Jahrhunderts, die spätestens 1468 aufgegeben wurde, sind nur noch kleine, spärliche Reste erhalten, die 1936, gänzlich von Gebüsch überwuchert, wieder freigelegt wurden. Die Mauerreste wurden konserviert, nachdem sie lange Zeit als Steinbruch gedient hatten und dann in Vergessenheit geraten waren.

## Geschichte
Die Burg Neu-Toggenburg wurde wahrscheinlich im späten 12. Jahrhundert errichtet. Anfänglich bestand sie aus einem gemauerten Wohnturm. Bedeutung erlangte die Anlage wahrscheinlich erst nach 1226, als Graf Friedrich I. von Toggenburg ermordet wurde und die Toggenburger ihren Familiensitz, die Burg Alt-Toggenburg in Kirchberg, aufgeben mussten. Danach wurde die Anlage deutlich vergrössert. Eine zwei Meter dicke Ringmauer begrenzte die Burg. Auch ein Palas wurde errichtet. Die Burg war nie von strategischer Bedeutung, da sie zu abgelegen lag und schwierig zu erreichen war. Deswegen wird sie auch in Urkunden nur selten erwähnt. Nach dem Tod des letzten Grafen von Toggenburg, Friedrich VII., wurde die Anlage 1436 aufgegeben. Die Burg ging in den Besitz der Freiherren von Raron über.
1468 wurden das Toggenburg und die Burg von der Fürstabtei St. Gallen unter Abt Ulrich Rösch von Petermann von Raron käuflich erworben. Für die Burg fanden die Äbte keine Verwendung und liessen sie verfallen. Die Ruinen wurden von der Bevölkerung von Wasserfluh im 19. Jahrhundert als Steinbruch verwendet. Teile der Mauern drohten auf den Weiler zu stürzen und wurden deshalb abgetragen. 1936 begann man die Reste der Burg zu konservieren und Ausgrabungen vorzunehmen. Funde aus den Ausgrabungen sind im Toggenburger Museum in Lichtensteig ausgestellt.

## Beschreibung
Von der Burg sind heute noch Spuren der Ringmauer mit dem älteren Burgtor, die Grundmauern des Palas und Reste von zwei Zisternen erhalten. Zwei innere Gräben, die den vermutlichen alten Bergfried schützen sollten, und drei der Ringmauer vorgelagerte Gräben sind noch erkennbar.